# Thaspium trifoliatum
Thaspium trifoliatum är en flockblommig växtart som först beskrevs av Carl von Linné, och fick sitt nu gällande namn av Asa Gray. Thaspium trifoliatum ingår i släktet Thaspium och familjen flockblommiga växter. Inga underarter finns listade i Catalogue of Life.